# David Wilson (diplomático)
David Clive Wilson, barón Wilson de Tillyorn (14 de febrero de 1937) es un administrador retirado, diplomático y sinólogo británico. Lord Wilson de Tillyorn fue el penúltimo Comandante en Jefe y 27.º Gobernador de Hong Kong (1987-1992). Se desempeñó como Lord Alto Comisionado a la Asamblea General de la Iglesia de Escocia, el representante del monarca británico a la Asamblea, en 2010 y 2011.
Se retiró de la Cámara de los Lores el 12 de febrero de 2021 después de ser crossbencher (miembro de un partido minoritario o independiente) en ella durante más de 28 años.

## Honores
- Caballero de la Orden del Cardo (KT)
- Como parte de la campaña de 1991 New Year Honours, fue nombrado caballero gran cruz de la Orden de San Miguel y San Jorge (GCMG)[1]
- Miembro Honorario de Keble College desde 1986–87
- Doctor honoris causa por la Universidad de Sídney (1991), Universidad de Abertay Dundee (1994), Universidad China de Hong Kong (1996), Universidad de Aberdeen (2004) y la Universidad de Hong Kong (2006)

## Estilos
- Mr David Wilson (1935–1973)
- Dr David Wilson (1973–1987)
- Sir David Wilson, KCMG (1987–1991)
- The Rt Hon Lord Wilson de Tillyorn, GCMG (1991–2000)
- The Rt Hon Lord Wilson de Tillyorn, KT, GCMG (desde 2000)